# BRM・P115
BRM・P115 は、ブリティッシュ・レーシング・モータースが1967年のF1世界選手権に投入したフォーミュラ1カー。テクニカルディレクターのトニー・ラッドが設計し、自社製の複雑な3リッターH16エンジン（P75）を搭載した。P75はロータス・43に搭載され1966年フランスグランプリで初めてレースで使用された。

## 設計

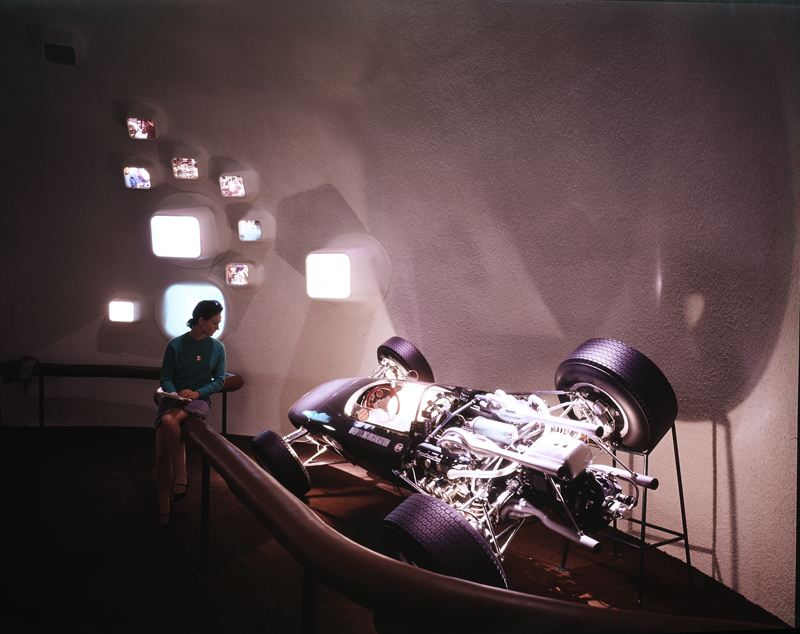
エキスポ67で展示される、P115によく似た造りのBRM・P109

P115は先代のP83を大幅に改良したものであった。最も明確な相違点は角張った車体であり、P83に見られた外部冷却パイプは空力効果を考えてシャシー内に収められた。車重を軽減するためP83ではジュラルミンが使用されていた部分をマグネシウム合金に置き換えたが、ロータス・49やブラバム・BT24のように重量が500kg以下の車両と比較して、シャシーとエンジンを組み合わせた重量は620kgを上回り、当時のF1マシンとしては依然として過重量であった。これに加えて重量配分はかなり後ろ向きであっただけでなく、エンジン内の2本のクランクシャフトが上部に位置していたことに加えて、排気管がシリンダーより下方にあるためエンジンを僅かに上げる必要があった。これらの要因により車のハンドリングは理想的なものからほど遠くなった。
P115は1台のみ製作され、1967年の終盤5戦でジャッキー・スチュワートがドライブした。1968年は開幕戦でマイク・スペンスがドライブした。しかしいずれのレースもエンジンやトランスミッションの不調でリタイアに終わっている。

## レース戦績

### 1967

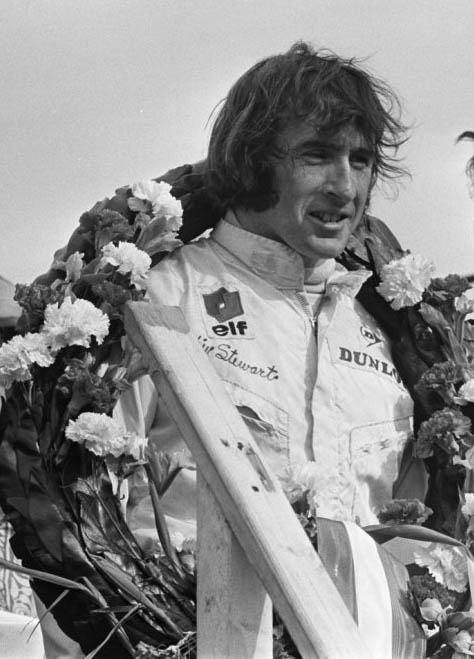
ジャッキー・スチュワート（写真は1969年）は1967年シーズン、P115をドライブした。

P115はオランダグランプリで初登場したが（ブラバム・BT24、ロータス・49も初登場した。）、実走したのはドイツグランプリであった。スチュワートはニュルブルクリンクを得意にしており、予選で8:15.2というタイムをたたき出し、3番手に付けた。スタート直後に7位に後退したスチュワートは、5周目までに3位に浮上したが、チームメイトのスペンスがドライブしたP83同様ディファレンシャルにトラブルが生じリタイアとなった。
続くカナダグランプリでスチュワートは予選9位となった。ウェットコンディションの決勝ではうまくスタートし、直前にいたブルース・マクラーレンとジャック・ブラバムを追い越した。スチュワートは2位争いを繰り広げたがスリップしてコースアウト、車はダメージが無かったものの、泥がスロットルに詰まって固着し、65周目にリタイアとなった。

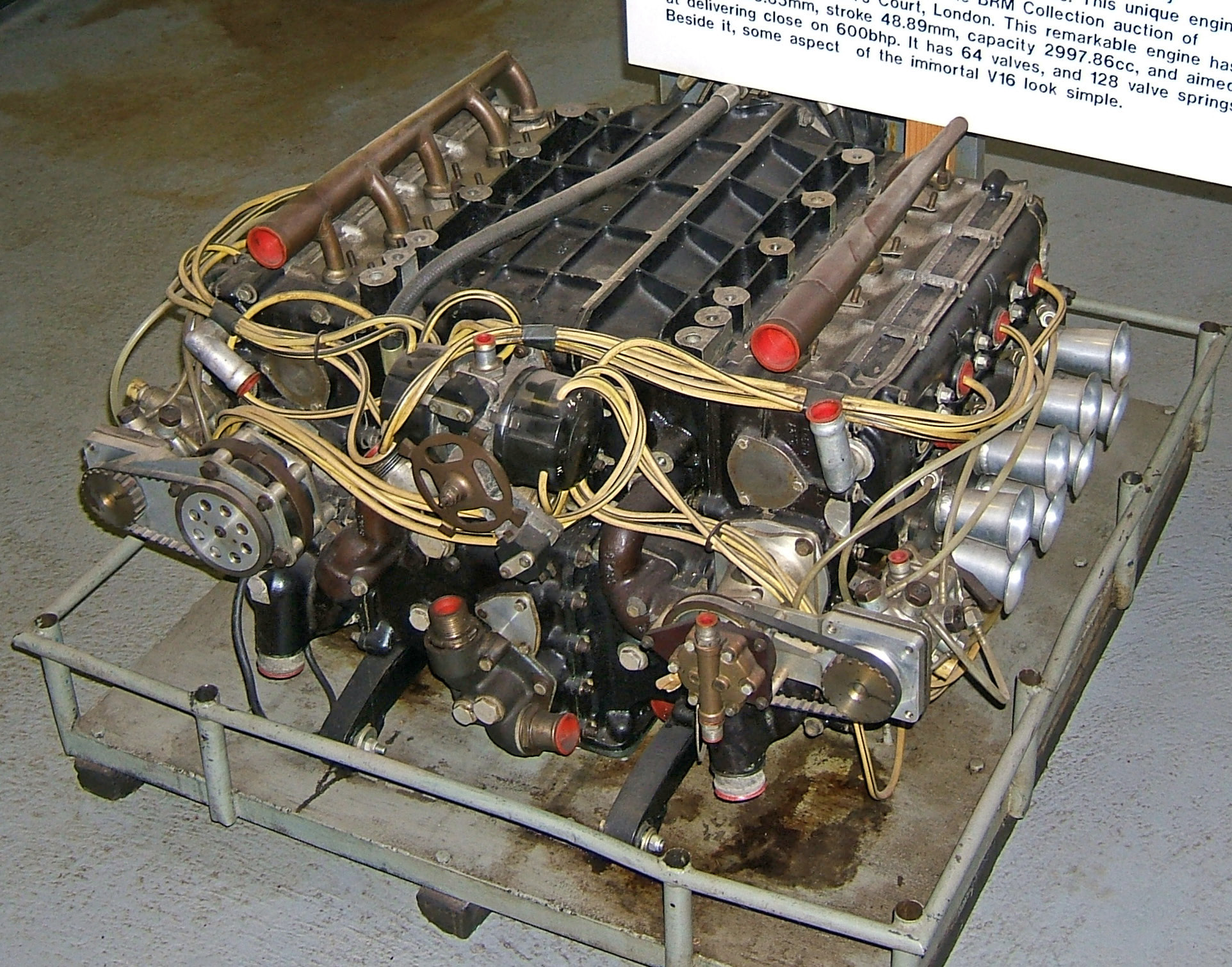
P115に搭載されたタイプ75、H16エンジン

イタリアグランプリでスチュワートは7番手、サードローとなり、ポールシッターのジム・クラークから一台挟んで後に付けた。決勝では7周目で5位に付けていたがガードレールに接触、ピットストップ後にダメージを確認してコースに復帰したが、45周目にエンジントラブルでリタイアした。
アメリカグランプリでスチュワートは予選10位となり、マクラーレンのM5Aと並んだが、これはBRM製V12エンジンを搭載していた。スチュワートはレースの大半でブレーキの不調に苦しめられ、72周目に燃料噴射システムのトラブルでリタイアした。
メキシコグランプリはスチュワートにとってBRMでの最後のレースであった。2年にわたって多くの問題を抱えたH16エンジンで戦ったスチュワートは、1968年シーズンをケン・ティレルの新チームで戦うことに決めていた。予選で12位となったスチュワートは、決勝は24周目にエンジントラブルでリタイアした。

### 1968
1968年シーズン、BRMはH16エンジンを諦め、元々はカスタマーエンジンとして開発されていた3リッターV12エンジンを新型のP126に搭載することにした。開幕戦の南アフリカグランプリには2台のP126とP115が運び込まれた。スペンスはP126とP115の両方をドライブし、プラクティスでより速いタイムを出すことができたP115を使用することにした。予選で13位となったスペンスは決勝で8周目に燃料システムのトラブルでリタイアとなった。P115はこの後レースに使用されることは無かった。また、スペンスにとっても最後のグランプリとなった。スペンスはこの後インディ500のテストでロータス・56をドライブ中に事故死した。

## F1における全成績
(key)（太字はポールポジション、斜体はファステストラップ）
| 年     | チーム                                     | エンジン    | タイヤ | ドライバー               | 1   | 2   | 3   | 4   | 5   | 6   | 7   | 8   | 9   | 10  | 11  | 12  | ポイント | 順位 |
| ------ | ------------------------------------------ | ----------- | ------ | ------------------------ | --- | --- | --- | --- | --- | --- | --- | --- | --- | --- | --- | --- | -------- | ---- |
| 1967年 | オーウェン・レーシング・オーガニゼーション | BRM 3.0 H16 | G      |                          | RSA | MON | NED | BEL | FRA | GBR | GER | CAN | ITA | USA | MEX |     | 171      | 6位1 |
| 1967年 | オーウェン・レーシング・オーガニゼーション | BRM 3.0 H16 | G      | ジャッキー・スチュワート |     |     |     |     |     |     | Ret | Ret | Ret | Ret | Ret |     | 171      | 6位1 |
| 1968年 | オーウェン・レーシング・オーガニゼーション | BRM 3.0 H16 | G      |                          | RSA | ESP | MON | BEL | NED | FRA | GBR | GER | ITA | CAN | USA | MEX | 282      | 5位2 |
| 1968年 | オーウェン・レーシング・オーガニゼーション | BRM 3.0 H16 | G      | マイク・スペンス         | Ret |     |     |     |     |     |     |     |     |     |     |     | 282      | 5位2 |

^1 ポイントはBRM・P83とBRM・P261による。
 ^2 ポイントはBRM・P126とBRM・P133による。

## コンピューターシミュレーション
コンピューターゲームのGrand Prix LegendsではP115を選択することができる。この中でP115は6速ギアを持つ唯一の車両である。

## 参照
1. ↑  Allen Brown. “BRM P115 1151 race history”.   oldracingcars.com. 2016年1月24日閲覧。
2. ↑  “Participations - BRM P115”.   FORIX. 2016年1月24日閲覧。
3. ↑  “XXIX Grosser Preis von Deutschland - Classification”.   FORIX. 2016年1月24日閲覧。
4. ↑  “BRM cars - H16”.   The British Racing Motors (unofficial) information centre. 2016年1月24日閲覧。
5. ↑  Stewart, Jackie (2007). Winning is Not Enough. London: Headline. p. 176. ISBN 9780755315383